# Handball-FDGB-Pokal 1985/86 (Frauen)
Der Handball-FDGB-Pokal der Frauen wurde mit der Saison 1985/86 zum 16. Mal ausgetragen. Beim Endrunden-Turnier in Frankfurt (Oder) errangen die Gastgeberinnen vom ASK Vorwärts ihren vierten Titel nach 1981, 1982 und 1984. Die Frankfurterinnen schafften nach 1982 zum zweiten Mal das Double. Dadurch sicherte sich der TSC Berlin mit dem zweiten Rang, die Teilnahme am Europapokal der Pokalsieger.

## Teilnehmende Mannschaften
Für den FDGB-Pokal hatten sich folgende 64 Mannschaften qualifiziert:
| DDR-Oberliga die 10 Vereine der Saison 1985/86 | DDR-Liga die 24 Vereine der Saison 1985/86 | Bezirksvertreter die 25 Vereine aus der Saison 1984/85 (Meister, Pokalsieger bzw. Pokalfinalisten) die 5 DDR-Liga Absteiger der Saison 1984/85 |
| - ASK Vorwärts Frankfurt/O. - SC Leipzig - SC Magdeburg - TSC Berlin (TV) - SC Empor Rostock - TSG Wismar - BSG Sachsenring Zwickau - BSG Umformtechnik Erfurt - BSG Lokomotive Rangsdorf - TSG Calbe (TV) – Titelverteidiger | Staffel Nord - BSG Einheit/Sirokko Neubrandenburg - SC Empor Rostock II - TSC Berlin II - ASK Vorwärts Frankfurt/O. II - BSG Motor Mitte Magdeburg - BSG FIKO Rostock - BSG Chemie “W.-P.-St.” Guben - BSG Motor Hennigsdorf - BSG EAW Treptow - BSG Chemie PCK Schwedt - BSG Schiffselektronik Rostock - SG Lok/Motor Süd-Ost Magdeburg Staffel Süd - BSG Halloren Halle - SC Leipzig II - SC Magdeburg II - BSG Post Halberstadt - BSG Wismut Schneeberg - BSG Blaue Schwerter Meißen - BSG Turbine Leipzig - HSG TU Dresden - BSG Fortschritt Weißenfels - BSG Fortschritt Cottbus - BSG Traktor Lommatzsch - BSG Finanzen Gotha | - Bezirk Rostock HSG Wissenschaft Wismar HSG Wissenschaft Greifswald - Bezirk Schwerin BSG Aufbau Hydraulik Schwerin BSG Lokomotive Bützow - Bezirk Neubrandenburg BSG Einheit/Sirokko Neubrandenburg II BSG Traktor Lychen - Bezirk Potsdam HSG PH Potsdam BSG Motor Falkensee - Ost-Berlin BSG Ajax Köpenick HSG Humboldt-Uni Berlin - Bezirk Frankfurt (Oder) BSG Stahl Eisenhüttenstadt ASG Vorwärts Strausberg - Bezirk Magdeburg BSG Post Magdeburg BSG Einheit-Empor Zerbst - Bezirk Halle BSG Union Halle-Neustadt BSG Halloren Halle II - Bezirk Leipzig HSG DHfK Leipzig BSG Motor Leipzig-Lindenau BSG Lokomotive Delitzsch - Bezirk Cottbus BSG Chemie Weißwasser - Bezirk Dresden BSG Lokomotive Dresden BSG Chemie Radebeul - Bezirk Karl-Marx-Stadt BSG Motor Schönau BSG Sachsenring Zwickau II - Bezirk Erfurt BSG Fortschritt Heiligenstadt BSG Obertrikotagen Apolda - Bezirk Gera BSG Lokomotive Gera BSG Glaswerk Jena - Bezirk Suhl HSG TU Ilmenau BSG Plasta Sonneberg |

## Modus
An der ersten Hauptrunde nahmen die Mannschaften aus der DDR-Liga und die qualifizierten Bezirksvertreter teil. Ab der zweiten Hauptrunde kamen dann die fünf Betriebssportgemeinschaften bzw. Sportgemeinschaften aus der DDR-Oberliga dazu. Nach den vier Hauptrunden, die im K.-o.-System ausgespielt wurden, spielten die besten vier Mannschaften in einem Qualifikationsturnier ebenfalls im K.-o.-System den Teilnehmer für das Endrunden-Turnier aus. In allen Runden hatten die Bezirksvertreter Heimvorteil gegenüber höherklassigen Mannschaften. Im Endrunden-Turnier, welches im Modus „Jeder gegen Jeden“ ausgetragen wurde, traf der Sieger des Qualifikationsturniers auf die gesetzten fünf Sportclub Mannschaften aus der DDR-Oberliga.

## 1. Hauptrunde
| Datum            |                                | Ergebnis |                                       |
| ---------------- | ------------------------------ | -------- | ------------------------------------- |
| Sa 14.09., 15:00 | BSG Post Halberstadt           | 17:08    | BSG Traktor Lommatzsch                |
| Sa 21.09., 13:30 | BSG Chemie PCK Schwedt         | 17:18    | BSG Chemie “W.-P.-St.” Guben          |
| Sa 21.09., 13:30 | BSG Post Magdeburg             | 20:16    | BSG Einheit/Sirokko Neubrandenburg II |
| Sa 21.09., 13:30 | SC Empor Rostock II            | 29:28    | TSC Berlin II                         |
| Sa 21.09., 14:00 | SC Leipzig II                  | 21:15    | SC Magdeburg II                       |
| Sa 21.09., 14:30 | HSG PH Potsdam                 | 16:17    | BSG Stahl Eisenhüttenstadt            |
| Sa 21.09., 16:00 | BSG Fortschritt Heiligenstadt  | 12:24    | HSG TU Dresden                        |
| Sa 21.09., 16:00 | HSG DHfK Leipzig               | 12:20    | BSG Turbine Leipzig                   |
| Sa 21.09., 16:00 | BSG Glaswerk Jena              | 14:25    | BSG Motor Schönau                     |
| Sa 21.09., 16:00 | BSG Lokomotive Dresden         | 18:21    | BSG Union Halle-Neustadt              |
| Sa 21.09., 16:00 | BSG Motor Leipzig-Lindenau     | 23:12    | BSG Plasta Sonneberg                  |
| Sa 21.09., 16:00 | BSG Halloren Halle II          | 30:20    | BSG Finanzen Gotha                    |
| Sa 21.09., 16:00 | BSG Lokomotive Gera            | 13:24    | BSG Fortschritt Weißenfels            |
| Sa 21.09., 16:00 | HSG TU Ilmenau                 | [ H1 2 ] | BSG Sachsenring Zwickau II            |
| Sa 21.09., 16:00 | BSG Blaue Schwerter Meißen     | 17:12    | BSG Wismut Schneeberg                 |
| Sa 21.09., 16:00 | BSG Obertrikotagen Apolda      | 15:35    | BSG Halloren Halle                    |
| Sa 21.09., 16:00 | HSG Humboldt-Uni Berlin        | 20:24    | BSG EAW Treptow                       |
| Sa 21.09., 16:00 | ASG Vorwärts Strausberg        | 15:25    | BSG Einheit/Sirokko Neubrandenburg    |
| Sa 21.09., 16:00 | SG Lok/Motor Süd-Ost Magdeburg | 25:24    | ASK Vorwärts Frankfurt/O. II          |
| Sa 21.09., 16:00 | BSG Einheit-Empor Zerbst       | 17:14    | BSG Chemie Weißwasser                 |
| Sa 21.09., 16:00 | BSG Ajax Köpenick              | 18:20    | BSG Fortschritt Cottbus               |
| Sa 21.09., 16:00 | HSG Wissenschaft Greifswald    | 15:14    | HSG Wissenschaft Wismar               |
| Sa 21.09., 16:00 | BSG Aufbau Hydraulik Schwerin  | 17:21    | BSG FIKO Rostock                      |
| Sa 21.09., 16:00 | BSG Lokomotive Bützow          | 21:27    | BSG Schiffselektronik Rostock         |
| Sa 21.09., 16:00 | BSG Lokomotive Delitzsch       | 19:15    | BSG Chemie Radebeul                   |
| Sa 21.09., 16:00 | BSG Motor Falkensee            | 13:12    | BSG Motor Hennigsdorf                 |
| Sa 05.10., 16:00 | BSG Traktor Lychen             | 13:33    | BSG Motor Mitte Magdeburg             |

1. ↑  BSG Lokomotive Dresden wurde nachträglich zum Sieger erklärt
2. ↑  Spiel wurde für Sachsenring Zwickau II gewertet

## 2. Hauptrunde
| Datum            |                                | Ergebnis |                                    |
| ---------------- | ------------------------------ | -------- | ---------------------------------- |
| Sa 26.10., 13:00 | BSG Sachsenring Zwickau II     | 16:20    | BSG Motor Leipzig-Lindenau         |
| Sa 26.10., 14:30 | BSG Stahl Eisenhüttenstadt     | 15:33    | BSG Lokomotive Rangsdorf           |
| Sa 26.10., 14:30 | BSG Halloren Halle II          | 21:23    | TSG Calbe                          |
| Sa 26.10., 16:00 | BSG Motor Mitte Magdeburg      | 15:18    | TSG Wismar                         |
| Sa 26.10., 16:00 | HSG TU Dresden                 | 16:32    | BSG Sachsenring Zwickau            |
| Sa 26.10., 16:00 | BSG Fortschritt Weißenfels     | 11:23    | BSG Umformtechnik Erfurt           |
| Sa 26.10., 16:00 | SG Lok/Motor Süd-Ost Magdeburg | 18:33    | SC Leipzig II                      |
| Sa 26.10., 16:00 | BSG Motor Schönau              | 13:17    | BSG Turbine Leipzig                |
| Sa 26.10., 16:00 | BSG Schiffselektronik Rostock  | 13:18    | BSG Post Halberstadt               |
| Sa 26.10., 16:00 | BSG Fortschritt Cottbus        | 15:19    | BSG Blaue Schwerter Meißen         |
| Sa 26.10., 16:00 | BSG Lokomotive Dresden         | 12:24    | BSG Chemie “W.-P.-St.” Guben       |
| Sa 26.10., 16:00 | BSG Lokomotive Delitzsch       | 20:17    | BSG Einheit-Empor Zerbst           |
| Sa 26.10., 16:00 | BSG Halloren Halle             | 37:14    | BSG EAW Treptow                    |
| Sa 26.10., 16:00 | BSG Motor Falkensee            | 12:22    | BSG Einheit/Sirokko Neubrandenburg |
| Sa 26.10., 16:00 | BSG Post Magdeburg             | 18:25    | SC Empor Rostock II                |
| Sa 26.10., 16:00 | HSG Wissenschaft Greifswald    | 24:30    | BSG FIKO Rostock                   |

## 3. Hauptrunde
| Datum            |                                    | Ergebnis |                          |
| ---------------- | ---------------------------------- | -------- | ------------------------ |
| Sa 23.11., 14:00 | BSG Motor Leipzig-Lindenau         | 16:24    | BSG Lokomotive Rangsdorf |
| Sa 23.11., 14:30 | SC Empor Rostock II                | 22:18    | TSG Calbe                |
| Sa 23.11., 16:00 | BSG Einheit/Sirokko Neubrandenburg | 20:17    | BSG FIKO Rostock         |
| Sa 23.11., 16:00 | BSG Chemie “W.-P.-St.” Guben       | 16:21    | SC Leipzig II            |
| Sa 23.11., 16:00 | BSG Blaue Schwerter Meißen         | 14:20    | BSG Sachsenring Zwickau  |
| Sa 23.11., 16:00 | BSG Lokomotive Delitzsch           | 14:27    | BSG Umformtechnik Erfurt |
| Sa 23.11., 16:00 | BSG Turbine Leipzig                | 15:25    | BSG Halloren Halle       |
| 0                | BSG Post Halberstadt               | 15:23    | TSG Wismar               |

## 4. Hauptrunde
| Datum            |                                    | Ergebnis |                          |
| ---------------- | ---------------------------------- | -------- | ------------------------ |
| Sa 11.01., 13:30 | SC Leipzig II                      | 22:15    | BSG Lokomotive Rangsdorf |
| Sa 18.01., 16:00 | BSG Umformtechnik Erfurt           | 24:16    | BSG Sachsenring Zwickau  |
| Sa 18.01., 16:00 | SC Empor Rostock II                | 24:31    | BSG Halloren Halle       |
| Sa 18.01., 16:00 | BSG Einheit/Sirokko Neubrandenburg | 34:19    | TSG Wismar               |

## Qualifikationsturnier inGörlitz

### Halbfinale
| Datum           |                    | Ergebnis |                                    |
| --------------- | ------------------ | -------- | ---------------------------------- |
| Sa 8.03., 16:00 | SC Leipzig II      | 23:22    | BSG Einheit/Sirokko Neubrandenburg |
| Sa 8.03., 18:00 | BSG Halloren Halle | 16:15    | BSG Umformtechnik Erfurt           |

### Spiel um Platz 3
| Datum           |                                    | Ergebnis |                          |
| --------------- | ---------------------------------- | -------- | ------------------------ |
| So 9.03., 09:30 | BSG Einheit/Sirokko Neubrandenburg | 21:18    | BSG Umformtechnik Erfurt |

### Endspiel
| Datum           |               | Ergebnis |                    |
| --------------- | ------------- | -------- | ------------------ |
| So 9.03., 11:30 | SC Leipzig II | 19:18    | BSG Halloren Halle |

 Qualifikant für das Endrunden-Turnier

## Endrunde
Hauptspielort der Endrunde, die vom 26. bis 30. Mai 1986 ausgetragen wurde, war die Ernst-Kamieth-Halle in Frankfurt (Oder). Jeweils zwei Spiele wurden in der Sporthalle der 9. Polytechnischen Oberschule (POS) in Eisenhüttenstadt am Diesterwegring und in Beeskow ausgetragen.

### Spiele
1. Spieltag:
| Datum            |                           | Ergebnis |                  | Spielort         |
| ---------------- | ------------------------- | -------- | ---------------- | ---------------- |
| Mo 26.05., 16:30 | ASK Vorwärts Frankfurt/O. | 25:18    | SC Leipzig II    | Frankfurt/O.     |
| Mo 26.05., 18:00 | SC Magdeburg              | 28:17    | SC Leipzig       | Eisenhüttenstadt |
| Mo 26.05., 18:30 | TSC Berlin                | 23:23    | SC Empor Rostock | Frankfurt/O.     |

2. Spieltag:
| Datum            |                           | Ergebnis |                  | Spielort     |
| ---------------- | ------------------------- | -------- | ---------------- | ------------ |
| Di 27.05., 17:00 | SC Leipzig II             | 16:33    | SC Leipzig       | Frankfurt/O. |
| Di 27.05., 18:00 | ASK Vorwärts Frankfurt/O. | 18:22    | SC Empor Rostock | Beeskow      |
| Di 27.05., 18:30 | TSC Berlin                | 19:18    | SC Magdeburg     | Frankfurt/O. |

3. Spieltag:
| Datum            |                  | Ergebnis |                           | Spielort     |
| ---------------- | ---------------- | -------- | ------------------------- | ------------ |
| Mi 28.05., 17:00 | SC Leipzig       | 17:23    | ASK Vorwärts Frankfurt/O. | Frankfurt/O. |
| Mi 28.05., 18:00 | SC Leipzig II    | 21:30    | TSC Berlin                | Beeskow      |
| Mi 28.05., 18:30 | SC Empor Rostock | 20:20    | SC Magdeburg              | Frankfurt/O. |

4. Spieltag:
| Datum            |              | Ergebnis |                           | Spielort         |
| ---------------- | ------------ | -------- | ------------------------- | ---------------- |
| Do 29.05., 17:00 | SC Magdeburg | 25:17    | SC Leipzig II             | Frankfurt/O.     |
| Do 29.05., 18:00 | SC Leipzig   | 24:22    | SC Empor Rostock          | Eisenhüttenstadt |
| Do 29.05., 18:30 | TSC Berlin   | 16:23    | ASK Vorwärts Frankfurt/O. | Frankfurt/O.     |

5. Spieltag:
| Datum            |                           | Ergebnis |               | Spielort     |
| ---------------- | ------------------------- | -------- | ------------- | ------------ |
| Fr 30.05., 15:30 | SC Empor Rostock          | 22:14    | SC Leipzig II | Frankfurt/O. |
| Fr 30.05., 17:00 | SC Leipzig                | 20:22    | TSC Berlin    | Frankfurt/O. |
| Fr 30.05., 18:30 | ASK Vorwärts Frankfurt/O. | 16:15    | SC Magdeburg  | Frankfurt/O. |

### Abschlusstabelle
| Pl. | Mannschaft                | Sp. | S | U | N | Tore    | Diff. | Punkte |
| --- | ------------------------- | --- | - | - | - | ------- | ----- | ------ |
| 1.  | ASK Vorwärts Frankfurt/O. | 5   | 4 | 0 | 1 | 105:880 | +17   | 08:20  |
| 2.  | TSC Berlin                | 5   | 3 | 1 | 1 | 110:105 | +5    | 07:30  |
| 3.  | SC Empor Rostock          | 5   | 2 | 2 | 1 | 109:990 | +10   | 06:40  |
| 4.  | SC Magdeburg              | 5   | 2 | 1 | 2 | 106:890 | +17   | 05:50  |
| 5.  | SC Leipzig                | 5   | 2 | 0 | 3 | 111:111 | ±0    | 04:60  |
| 6.  | SC Leipzig II             | 5   | 0 | 0 | 5 | 086:135 | −49   | 0:10   |

### FDGB-Pokalsieger
| 1.                                 | ASK Vorwärts Frankfurt/O. |
| ---------------------------------- | --- |
| Logo vom ASK Vorwärts Frankfurt/O. | - Tor: Ramona Grobmann, Heidrun Quittkat, Wenke Fürst - Feldspielerinnen: Marion Schulz (9/–), Sybille Wagner (9/1), Evelyn Hübscher (14/–), Denise Lehmann (5/–), Katrin Krüger (31/10) , Silke Thiel (8/–), Ulrike Noßbach (13/1), Andrea Hellmich (4/1), Karen Heinrich (5/–), Kathrin Stauber (1/–), Bianca Urbanke (6/1), Miriam Niemann – (Tore/7 m) - Trainer: Wolfgang Pötzsch und Dietmar Schmidt |

### Torschützenliste
Torschützenkönigin des Endturniers wurde Kerstin Nindel vom SC Leipzig mit 35 Toren.
|     | Spieler         | Verein                    | Tore / 7m |
| --- | --------------- | ------------------------- | --------- |
| 01. | Kerstin Nindel  | SC Leipzig                | 35 / 13   |
| 02. | Katrin Krüger   | ASK Vorwärts Frankfurt/O. | 31 / 10   |
| 03. | Cordula David   | TSC Berlin                | 29 / 17   |
| 04. | Heike Dekarz    | TSC Berlin                | 27 / 0–   |
| 04. | Katja Kittler   | SC Empor Rostock          | 27 / 11   |
| 06. | Iris Knaak      | SC Empor Rostock          | 24 / 10   |
| 07. | Ines Zimmermann | SC Leipzig II             | 22 / 12   |
| 08. | Kerstin Rast    | SC Magdeburg              | 20 / 06   |